# Grand Prix Formule 1 van Zuid-Afrika 1992
De Grand Prix Formule 1 van Zuid-Afrika 1992 werd gehouden op 1 maart 1992 op Kyalami.

## Uitslag
| Positie | Nr | Rijder               | Team                | Ronden | Tijd/Opgave     | Startplaats | Punten |
| ------- | -- | -------------------- | ------------------- | ------ | --------------- | ----------- | ------ |
| 1       | 5  | Nigel Mansell        | Williams-Renault    | 72     | 1:36:45.320     | 1           | 10     |
| 2       | 6  | Riccardo Patrese     | Williams-Renault    | 72     | +24.360         | 4           | 6      |
| 3       | 1  | Ayrton Senna         | McLaren-Honda       | 72     | +34.675         | 2           | 4      |
| 4       | 19 | Michael Schumacher   | Benetton-Ford       | 72     | +47.863         | 6           | 3      |
| 5       | 2  | Gerhard Berger       | McLaren-Honda       | 72     | +1:13.634       | 3           | 2      |
| 6       | 12 | Johnny Herbert       | Lotus-Ford          | 71     | +1 Ronde        | 11          | 1      |
| 7       | 26 | Érik Comas           | Ligier-Renault      | 71     | +1 Ronde        | 13          |        |
| 8       | 10 | Aguri Suzuki         | Arrows-Mugen-Honda  | 70     | +2 Rondes       | 16          |        |
| 9       | 11 | Mika Häkkinen        | Lotus-Ford          | 70     | +2 Rondes       | 21          |        |
| 10      | 9  | Michele Alboreto     | Arrows-Mugen-Honda  | 70     | +2 Rondes       | 17          |        |
| 11      | 33 | Mauricio Gugelmin    | Jordan-Yamaha       | 70     | +2 Rondes       | 23          |        |
| 12      | 30 | Ukyo Katayama        | Venturi-Lamborghini | 68     | +4 Rondes       | 18          |        |
| 13      | 7  | Eric van de Poele    | Brabham-Judd        | 68     | +4 Rondes       | 26          |        |
| NF      | 3  | Olivier Grouillard   | Tyrrell-Ilmor       | 62     | Motor           | 12          |        |
| NF      | 25 | Thierry Boutsen      | Ligier-Renault      | 60     | Benzinesysteem  | 14          |        |
| NF      | 22 | Pierluigi Martini    | Dallara-Ferrari     | 56     | Koppeling       | 25          |        |
| NF      | 24 | Gianni Morbidelli    | Minardi-Lamborghini | 55     | Motor           | 19          |        |
| NF      | 21 | Jyrki Järvilehto     | Dallara-Ferrari     | 44     | Versnellingsbak | 24          |        |
| NF      | 23 | Christian Fittipaldi | Minardi-Lamborghini | 43     | Alternator      | 20          |        |
| NF      | 4  | Andrea de Cesaris    | Tyrrell-Ilmor       | 41     | Motor           | 10          |        |
| NF      | 27 | Jean Alesi           | Ferrari             | 40     | Motor           | 5           |        |
| NF      | 28 | Ivan Capelli         | Ferrari             | 28     | Motor           | 9           |        |
| NF      | 15 | Gabriele Tarquini    | Fondmetal-Ford      | 23     | Motor           | 15          |        |
| NF      | 16 | Karl Wendlinger      | March-Ilmor         | 13     | Oververhitting  | 7           |        |
| NF      | 29 | Bertrand Gachot      | Venturi-Lamborghini | 8      | Stuurfout       | 22          |        |
| NF      | 20 | Martin Brundle       | Benetton-Ford       | 1      | Koppeling       | 8           |        |
| NQ      | 17 | Paul Belmondo        | March-Ilmor         |        |                 |             |        |
| NQ      | 14 | Andrea Chiesa        | Fondmetal-Ford      |        |                 |             |        |
| NQ      | 32 | Stefano Modena       | Jordan-Yamaha       |        |                 |             |        |
| NQ      | 8  | Giovanna Amati       | Brabham-Judd        |        |                 |             |        |
| EXCL    | 34 | Alex Caffi           | Andrea Moda-Judd    |        |                 |             |        |
| EXCL    | 35 | Enrico Bertaggia     | Andrea Moda-Judd    |        |                 |             |        |

## Wetenswaardigheden
- McLaren reed met een geüpdatete versie van het chassis van 1991.
- Coloni was gekocht door Andrea Moda en gebruikte hetzelfde chassis als in 1991. Beide rijders sloegen er niet in zich te kwalificeren. Daarnaast moest eigenaar Andrea Sassetti ook nog 100.000 dollar inschrijvingsgeld betalen, iets wat hij betwistte omdat hij een al bestaand team gekocht had. Hij werd gedwongen om dit te betalen, hoewel March en Fondmetal deze som niet moesten betalen.

## Statistieken
| Pole-position | Nigel Mansell | Williams-Renault | 1:15.486 |
| Snelste ronde | Nigel Mansell | Williams-Renault | 1:17.578 |

## Noot
- Dit was het debuut van de Italiaanse coureur Giovanna Amati. Amati was de vijfde vrouw in de Formule 1-geschiedenis die meedeed aan het wereldkampioenschap, na Maria Teresa de Filippis, Lella Lombardi, Divina Galica en Desiré Wilson. Zij was ook de (per 2025) laatste vrouwelijke coureur in de Formule 1.
- Dit was tevens het debuut van de Zwitserse coureur Andrea Chiesa, de Franse coureur Paul Belmondo, de Braziliaanse coureur Christian Fittipaldi, en de Japanse coureur Ukyo Katayama.

1960 · 1960 II · 1961 · 1962 · 1963 · 1965 · 1966 · 1967 · 1968 · 1969 · 1970 · 1971 · 1972 · 1973 · 1974 · 1975 · 1976 · 1977 · 1978 · 1979 · 1980 · 1981 · 1982 · 1983 · 1984 · 1985 · 1992 · 1993